# Пуне 2025 (шаховий турнір)
Пуне 2025 — жіночий шаховий турнір, п'ятий етап серії Гран-прі ФІДЕ серед жінок 2024—2025 років, що проходив в Пуне (Індія) з 13 по 24 квітня 2025 року.
Переможницею турніру з результатом 7 очок з 9 можливих (+5-0=4) стала Гампі Конеру (Індія).

## Загальна інформація
- Категорія: 9-та (середній рейтинг: 2453,5).

### Розклад змагань
| - церемонія відкриття турніру — 13 квітня (неділя) - 1 тур — 14 квітня (понеділок), 12:30 - 2 тур — 15 квітня (вівторок), 12:30 - 3 тур — 16 квітня (середа), 12:30 - 4 тур — 17 квітня (четвер), 12:30 - 5 тур — 18 квітня (п'ятниця), 12:30 | - вихідний — 19 квітня (субота) - 6 тур — 20 квітня (неділя), 12:30 - 7 тур — 21 квітня (понеділок), 12:30 - 8 тур — 22 квітня (вівторок), 12:30 - 9 тур — 23 квітня (середа), 11:30 - церемонія закриття турніру — 23 квітня (середа) |

- Початок турів наведено за київським часом, 15:00 (1-8 тури) та 14:00 за місцевим (9 тур).

### Контроль часу
- 90 хвилин на 40 ходів, 30 хвилин до закінчення партії та додатково 30 секунд на хід починаючи з 1-го ходу.

### Критерії визначення переможця та розподілу місць
Якщо двоє або більше учасників набрали однакову кількість очок, розподіл місць визначається наступним чином:
- 1. За більшою кількістю партій, зіграних фігурами чорного кольору.
- 2. За коефіцієнтом Бергера;
- 3. За більшою кількістю виграних партій;
- 4. За результатом особистої зустрічі;
- 5. Жереб.

### Учасниці
| - Гампі Конеру ( Індія, 2528) — 6 - Чжу Цзінер ( КНР, 2525) — 8 - Поліна Шувалова ( ФІДЕ, 2500) — 11 - Аліна Кашлінська ( Польща, 2496) — 12 - Харіка Дронаваллі ( Індія, 2488) — 15 | - Рамешбабу Вайшалі ( Індія, 2484) — 16 - Дів'я Дешмух ( Індія, 2460) — 20 - Нургюл Салімова ( Болгарія, 2400) — 41 - Батхуягійн Мунгунтуул ( Монголія, 2361) — 82 - Саломе Мелія ( Грузія, 2293) — 156 |

жирним  — місце у світовому рейтингу станом на квітень 2025 року
|        |        |          |            |            |
| Конеру | Цзінер | Шувалова | Кашлінська | Дронаваллі |

|         |        |          |            |       |
| Вайшалі | Дешмух | Салімова | Мунгунтуул | Мелія |

## Рух за турами
| 1 тур 14.04.2025 року | 1 тур 14.04.2025 року | 1 тур 14.04.2025 року | 1 тур 14.04.2025 року | 1 тур 14.04.2025 року |
| --------------------- | --------------------- | --------------------- | --------------------- | --------------------- |
| Мунгунтуул            | 0                     | 1:0                   | 0                     | Мелія                 |
| Цзінер                | 0                     | 1:0                   | 0                     | Дронаваллі            |
| Кашлінська            | 0                     | 0:1                   | 0                     | Шувалова              |
| Салімова              | 0                     | 0:1                   | 0                     | Дешмух                |
| Вайшалі               | 0                     | ½:½                   | 0                     | Конеру                |
| 4 тур 17.04.2025 року |                       |                       |                       |                       |
| Мелія                 | 1                     | 0:1                   | 2                     | Дешмух                |
| Шувалова              | 2                     | 0:1                   | 2                     | Конеру                |
| Дронаваллі            | 1½                    | ½:½                   | 1                     | Вайшалі               |
| Мунгунтуул            | 2                     | 0:1                   | ½                     | Салімова              |
| Цзінер                | 2½                    | 1:0                   | ½                     | Кашлінська            |
| 7 тур 21.04.2025 року |                       |                       |                       |                       |
| Салімова              | 2½                    | ½:½                   | 1½                    | Мелія                 |
| Вайшалі               | 2½                    | ½:½                   | 1½                    | Кашлінська            |
| Конеру                | 4½                    | 1:0                   | 5                     | Цзінер                |
| Дешмух                | 4                     | 1:0                   | 2                     | Мунгунтуул            |
| Шувалова              | 3½                    | ½:½                   | 3                     | Дронаваллі            |

| 2 тур 15.04.2025 року | 2 тур 15.04.2025 року | 2 тур 15.04.2025 року | 2 тур 15.04.2025 року | 2 тур 15.04.2025 року |
| --------------------- | --------------------- | --------------------- | --------------------- | --------------------- |
| Мелія                 | 0                     | ½:½                   | ½                     | Конеру                |
| Дешмух                | 1                     | 1:0                   | ½                     | Вайшалі               |
| Шувалова              | 1                     | ½:½                   | 0                     | Салімова              |
| Дронаваллі            | 0                     | ½:½                   | 0                     | Кашлінська            |
| Мунгунтуул            | 1                     | 0:1                   | 1                     | Цзінер                |
| 5 тур 18.04.2025 року |                       |                       |                       |                       |
| Кашлінська            | ½                     | ½:½                   | 1                     | Мелія                 |
| Салімова              | 1½                    | ½:½                   | 3½                    | Цзінер                |
| Вайшалі               | 1½                    | 1:0                   | 2                     | Мунгунтуул            |
| Конеру                | 3                     | ½:½                   | 2                     | Дронаваллі            |
| Дешмух                | 3                     | ½:½                   | 2                     | Шувалова              |
| 8 тур 22.04.2025 року |                       |                       |                       |                       |
| Мелія                 | 2                     | ½:½                   | 3½                    | Дронаваллі            |
| Мунгунтуул            | 2                     | ½:½                   | 4                     | Шувалова              |
| Цзінер                | 5                     | 1:0                   | 5                     | Дешмух                |
| Кашлінська            | 2                     | ½:½                   | 5½                    | Конеру                |
| Салімова              | 3                     | ½:½                   | 3                     | Вайшалі               |

| 3 тур 16.04.2025 року | 3 тур 16.04.2025 року | 3 тур 16.04.2025 року | 3 тур 16.04.2025 року | 3 тур 16.04.2025 року |
| --------------------- | --------------------- | --------------------- | --------------------- | --------------------- |
| Цзінер                | 2                     | ½:½                   | ½                     | Мелія                 |
| Кашлінська            | ½                     | 0:1                   | 1                     | Мунгунтуул            |
| Салімова              | ½                     | 0:1                   | ½                     | Дронаваллі            |
| Вайшалі               | ½                     | ½:½                   | 1½                    | Шувалова              |
| Конеру                | 1                     | 1:0                   | 2                     | Дешмух                |
| 6 тур 20.04.2025 року |                       |                       |                       |                       |
| Мелія                 | 1½                    | 0:1                   | 2½                    | Шувалова              |
| Дронаваллі            | 2½                    | ½:½                   | 3½                    | Дешмух                |
| Мунгунтуул            | 2                     | 0:1                   | 3½                    | Конеру                |
| Цзінер                | 4                     | 1:0                   | 2½                    | Вайшалі               |
| Кашлінська            | 1                     | ½:½                   | 2                     | Салімова              |
| 9 тур 23.04.2025 року |                       |                       |                       |                       |
| Вайшалі               | 3½                    | ½:½                   | 2½                    | Мелія                 |
| Конеру                | 6                     | 1:0                   | 3½                    | Салімова              |
| Дешмух                | 5                     | ½:½                   | 2½                    | Кашлінська            |
| Шувалова              | 4½                    | 0:1                   | 6                     | Цзінер                |
| Дронаваллі            | 4                     | ½:½                   | 2½                    | Мунгунтуул            |

## Турнірна таблиця
| №  | Шахістка              | Країна   | Вік | Рейтинг | 1 | 2 | 3 | 4 | 5 | 6 | 7 | 8 | 9 | 10 |  | + | − | = | Очки | Місце  | Дод1 | Дод2  | Дод3 | Перф | +/-   |
| -- | --------------------- | -------- | --- | ------- | - | - | - | - | - | - | - | - | - | -- |  | - | - | - | ---- | ------ | ---- | ----- | ---- | ---- | ----- |
| 1  | Гампі Конеру          | Індія    | 38  | 2528    |   | 1 | 1 | ½ | 1 | ½ | 1 | ½ | ½ | 1  |  | 5 | 0 | 4 | 7    | Gold   | 5    | 30,75 | 5    | 2665 | +15,3 |
| 2  | Чжу Цзінер            | КНР      | 22  | 2525    | 0 |   | 1 | 1 | 1 | 1 | ½ | ½ | 1 | 1  |  | 6 | 1 | 2 | 7    | Silver | 4    | 27,75 | 6    | 2666 | +15,5 |
| 3  | Дів'я Дешмух          | Індія    | 19  | 2460    | 0 | 0 |   | ½ | ½ | 1 | 1 | 1 | ½ | 1  |  | 4 | 2 | 3 | 5½   | Bronze | 5    | 19,50 | 4    | 2533 | +9,2  |
| 4  | Харіка Дронаваллі     | Індія    | 34  | 2488    | ½ | 0 | ½ |   | ½ | ½ | 1 | ½ | ½ | ½  |  | 1 | 1 | 7 | 4½   | 4      | 5    | 18,50 | 1    | 2450 | -4,5  |
| 5  | Поліна Шувалова       | ФІДЕ     | 24  | 2500    | 0 | 0 | ½ | ½ |   | ½ | ½ | 1 | 1 | ½  |  | 2 | 2 | 5 | 4½   | 5      | 5    | 16,25 | 2    | 2449 | -6,3  |
| 6  | Рамешбабу Вайшалі     | Індія    | 23  | 2484    | ½ | 0 | 0 | ½ | ½ |   | ½ | ½ | ½ | 1  |  | 1 | 2 | 6 | 4    | 6      | 4    | 15,75 | 1    | 2407 | -8,9  |
| 7  | Нургюл Салімова       | Болгарія | 21  | 2400    | 0 | ½ | 0 | 0 | ½ | ½ |   | ½ | ½ | 1  |  | 1 | 3 | 5 | 3½   | 7      | 4    | 13,75 | 1    | 2379 | -3,0  |
| 8  | Саломе Мелія          | Грузія   | 37  | 2293    | ½ | ½ | 0 | ½ | 0 | ½ | ½ |   | ½ | 0  |  | 0 | 3 | 6 | 3    | 8      | 5    | 14,50 | 0    | 2347 | +5,7  |
| 9  | Аліна Кашлінська      | Польща   | 31  | 2496    | ½ | 0 | ½ | ½ | 0 | ½ | ½ | ½ |   | 0  |  | 0 | 3 | 6 | 3    | 9      | 4    | 13,75 | 0    | 2324 | -20,6 |
| 10 | Батхуягійн Мунгунтуул | Монголія | 37  | 2361    | 0 | 0 | 0 | ½ | ½ | 0 | 0 | 1 | 1 |    |  | 2 | 5 | 2 | 3    | 10     | 4    | 10,50 | 2    | 2339 | -2,4  |

| Легенда таблиці | Легенда таблиці        | Легенда таблиці | Легенда таблиці         | Легенда таблиці | Легенда таблиці | Легенда таблиці | Легенда таблиці | Легенда таблиці | Легенда таблиці |
| --------------- | ---------------------- | --------------- | ----------------------- | --------------- | --------------- | --------------- | --------------- | --------------- | --------------- |
|                 | Партія білими фігурами |                 | Партія чорними фігурами | 1               | перемога        | ½               | нічия           | 0               | поразка         |

## Розподіл очок у загальний залікгран-прі ФІДЕ 2024—2025
| №    | Учасник               |  | Очки  |
| ---- | --------------------- |  | ----- |
| 1—2  | Гампі Конеру          |  | 117,5 |
| 1—2  | Чжу Цзінер            |  | 117,5 |
| 3    | Дів'я Дешмух          |  | 85    |
| 4—5  | Харіка Дронаваллі     |  | 65    |
| 4—5  | Поліна Шувалова       |  | 65    |
| 6    | Рамешбабу Вайшалі     |  | 50    |
| 7    | Нургюл Салімова       |  | 40    |
| 8—10 | Саломе Мелія          |  | 20    |
| 8—10 | Аліна Кашлінська      |  | 20    |
| 8—10 | Батхуягійн Мунгунтуул |  | 20    |